# RC Olomouc
Rugby Club Olomouc – dawny czechosłowacki, a obecnie czeski klub rugby z siedzibą w Ołomuńcu. Męska drużyna obecnie występuje w czeskiej I lidze.

## Historia
Początki rugby w Ołomuńcu wiążą się z osobą Miloša Dobrégo, który w 1951 roku sprowadził się do tego miasta z myślą o założeniu drużyny juniorskiej. Od 1953 roku dodatkowo prowadził wojskową drużynę Dukla, z którą w 1955 roku awansował do rozgrywek I ligi. W 1956 r. wraz z Antonínem Kolářem zorganizował również „cywilny” zespół pod nazwą TJ Spartak, który następnie został sekcją klubu TJ Lokomotiva, który mógł zapewnić lepsze warunki do uprawiania sportu. Największym wówczas problemem był brak własnego boiska, toteż zespół rozgrywał swoje mecze na różnych boiskach rozsianych po mieście. Po rozwiązaniu jednostki wojskowej w 1960 roku przestała istnieć żołnierski zespół, a drużyna Lokomotiva wycofała się z rozgrywek rozgrywając tylko mecze towarzyskie. Już w 1962 r. działacze klubu przyciągnęli nowych zawodników, a także stworzyli w roku następnym drużynę juniorów. Własnym sumptem zawodnicy odnowili przekazane im w użytkowanie boisko miejskie i towarzyszącą mu infrastrukturę. Drużyna zaczęła również organizować zagraniczne tournée m.in. do NRD, Wielkiej Brytanii, ZSRR, Polski, Jugosławii, Węgier, Hiszpanii czy Francji. Pierwszy awans do I ligi nastąpił w 1969 roku, a największy sukces klubu – szóste miejsce – w roku 1975. W latach 1977–1979 wraz z sekcją lekkoatletyczną klub budował wielofunkcyjny stadion, który po modernizacjach służy nadal za siedzibę drużyny. Zespół seniorów spędza większość sezonów ligowych w drugiej klasie rozgrywkowej, okazjonalnie uczestnicząc w rozgrywkach elity (1969-71, 1974-79, 1990-92, 2010-11), natomiast zespoły młodzieżowe plasowały się w swej historii na medalowych miejscach mistrzostw kraju.

### Historyczne nazwy klubu
- 1953–1960 Dukla Zenit Olomouc
- 1956–1958 TJ Spartak ŽPB Olomouc
- od 1958 RC Lokomotiva Olomouc